# Puerto de Moguer
El antiguo puerto de Moguer se encuentra junto al río Tinto, en Moguer, provincia de Huelva (España). En él se construyó en 1488 la famosa carabela conocida como la Niña. Posteriormente, en este puerto, se preparó la carabela y su marinería para el primer viaje colombino. Por ello, es uno de los lugares incluidos en el conjunto histórico artístico de los Lugares Colombinos, al haber tenido especial relevancia en los preparativos y en el viaje descubridor. 
Desde principios del siglo XX es también conocido como puerto de la Ribera, para diferenciarlo del puerto de Santa que se creó una vez que el histórico puerto de Moguer se fue aterrando, lo que impedía el acceso a barcos de gran calado.

## Estructura portuaria

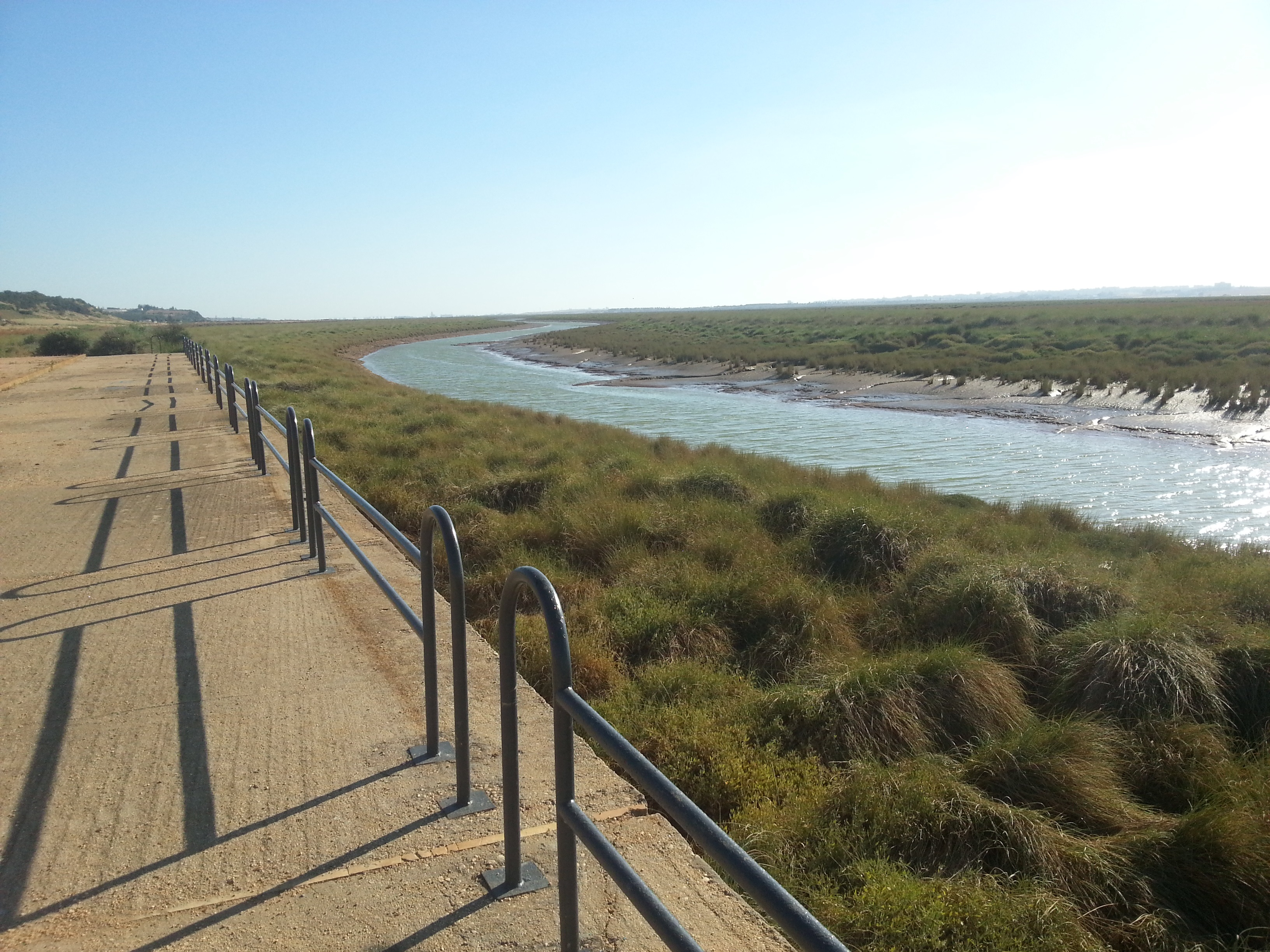
Vista del Río Tinto desde el Puerto de Moguer.

Era un puerto natural situado a orillas del afluente río de Moguer del río Tinto en el municipio de Moguer. Estaba a salvo de los vientos y alejado de las corrientes. 
El puerto contaba desde la época fenicia y romana con industria salazonera y astilleros de ribera, pero fue en la Baja Edad Media cuando cobró importancia y se completó su estructura con un muelle de carga, varadero y una alota.

## Historia
Desde los primeros asentamientos fenicios y romanos que dieron origen a la ciudad, el puerto de Moguer, sobre el entonces caudaloso río Tinto, constituía un destacado foco de actividad económica y comercial de la comarca. Las labores pesqueras y el comercio marítimo-fluvial, requerían de la construcción de embarcaciones, por lo que en estas márgenes del Tinto aparecieron los carpinteros de ribera que construían y reparaban todo tipo de navíos. También ha quedado constancia de la importante industria salazonera asentada en el puerto. En los siguientes siglos fue el comercio con trigo, maderas, aceite y vino el que dominaba el tráfico portuario en barcos de gran tonelaje.
En la Baja Edad Media era uno de los más destacados, estando conformado por un muelle de carga, varadero, astilleros y una de las más importantes alotas del litoral andaluz, junto al Puerto de Palos y el Puerto de Huelva. Los textos existentes de la época nos hablan de la considerable actividad comercial, pesquera y de corso de los marinos moguereños por Europa, Canarias y África. El carácter de villa portuaria de Moguer, propició que los productos del campo moguereño, la otra fuente de recursos del municipio, y la sal de las salinas moguereñas, tuvieran salida a través de una flota de barcos nada despreciable que, bien con propietarios o alquilados a terceros, llegaron a conectar con otros puertos de la Península, Inglaterra, Flandes, Irlanda, el norte de África y el archipiélago de las Canarias. En el puerto de la Ribera se fletaban barcos para ir a las pesquerías en el Estrecho y el norte de África y, especialmente, para ir a la Mina de Oro. Esta ruta era bien conocida por los marinos de Palos y Moguer, que la recorrían en su actividad comercial, pesquera y en ocasiones de corso contra embarcaciones extranjeras. 
Los marinos de los puertos del estuario del Tinto, entre ellos los del puerto moguereño, eran avezados, curtidos en travesías por el Atlántico y el Mediterráneo. Estos llegaron a constituir linajes de marinos, respetados en toda la comarca, que contaban entre sus miembros con armadores y buenos navegantes que trasmitían el oficio de padres a hijos. Entre los linajes del puerto moguereño debemos destacar lo familia de Cristóbal García del Castillo (fundador de la ciudad de Telde), los Hermanos Niño, los Roldán, los Vivas, etc.

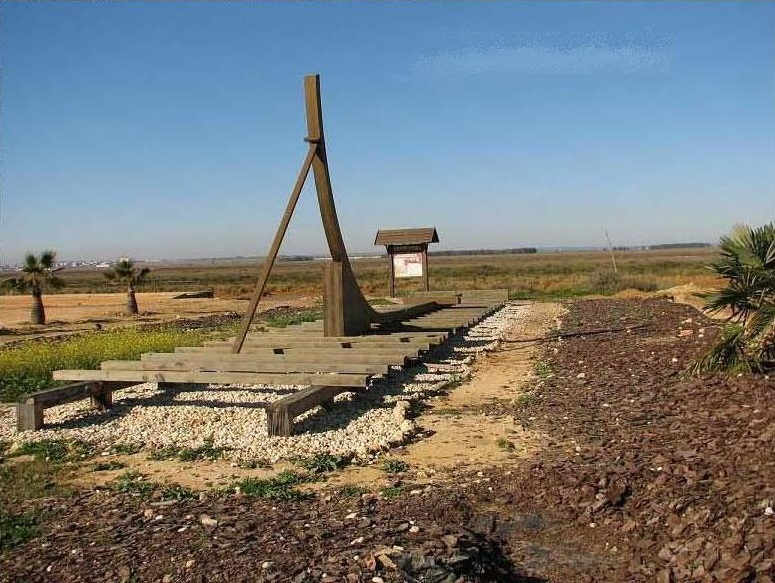
Recreación de los astilleros de la La Niña, en el Puerto de Moguer.

En 1489 los Reyes Católicos concedieron a Pedro Portocarrero, VIII señor de Moguer, su seguro a las embarcaciones que arribaban en su puerto. En ese momento el puerto de Moguer contaba con muelle de carga, varadero, astilleros y una alota de destacada actividad entre las existentes en el litoral andaluz.
En este contexto de actividad comercial y portuaria se fragua la participación de Moguer en el Descubrimiento de América. En 1488 se construye, en los astilleros del puerto, la carabela La Niña, denominada en su botadura “Santa Clara” en honor a la titular del Monasterio de Santa Clara de Moguer. Era propiedad de los Hermanos Niño, concretamente de Juan Niño. Fue construida por los carpinteros de ribera, de los astilleros del Puerto moguereño, con pinos y chaparros de los montes moguereños.
También tuvo lugar en este puerto, en cumplimiento de una de las provisiones que llevaba Colón, concedidas por los Reyes Católicos, que obligaba a las villas de las costas andaluzas, el embargo de dos barcos en presencia del escribano moguereño Alonso Pardo, embarcaciones que más tarde fueron desechadas. 

" ...vio venir a embargar navíos para yr descobrir las Yndias e que a la sazón este testigo hera escribano público de esta villa e fue con el dicho don Christóual Colón a embargar los dichos navíos e que vido aquel dicho año partió el dicho don Christóbal deste río de Saltés con navíos e gente desta villa e de la villa de Palos a descobryr…."
Testimonio del escribano Alonso Pardo en los Pleitos colombinos

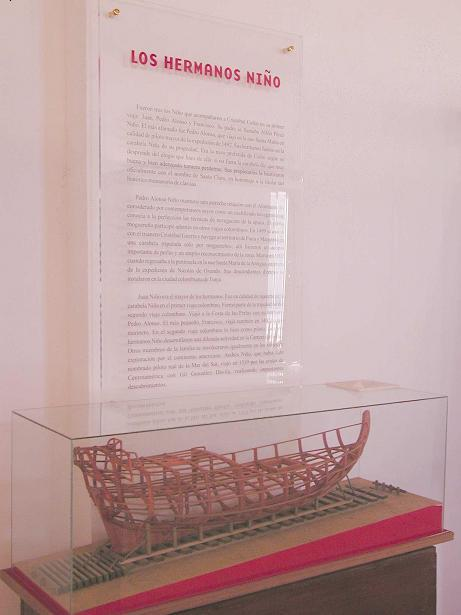
Maqueta de restauración de los astilleros del Puerto de Moguer.

Posteriormente, en este puerto, se preparó la carabela La Niña y parte de la marinería de la misma, para el viaje descubridor, tal y como afirman los testimonios incluidos en los Pleitos Colombinos.[¿quién?] Los preparativos del viaje se realizaron en poco más de un mes, en julio de 1492,[cita requerida] antes de concentrarse en el puerto de Palos donde se realizaría la partida de la expedición descubridora el 3 de agosto de 1492.
A la vuelta del viaje descubridor, el 15 de marzo de 1493, regresó la expedición descubridora al puerto de Palos. Posteriormente, según cuenta la tradición, se encaminaría Cristóbal Colón a Moguer, con los hermanos Niño y el resto de la marinería moguereña para cumplir el Voto colombino en el Monasterio de Santa Clara.
Posteriormente, Moguer mantuvo la actividad marinera y comercial a través del puerto, exportando los vinos producidos en su término y otras mercancías hasta América, Rusia y otros países europeos, hasta que a principios del siglo XX empezó a descender notablemente su actividad, como consecuencia del aterramiento del mismo, momento en el que se construyó el nuevo puerto denominado "Puerto de Santa" situado más hacia la desembocadura del río Tinto, lo que aceleró la pérdida de toda actividad en el antiguo puerto moguereño.